# Hussein Muhammad Ershad

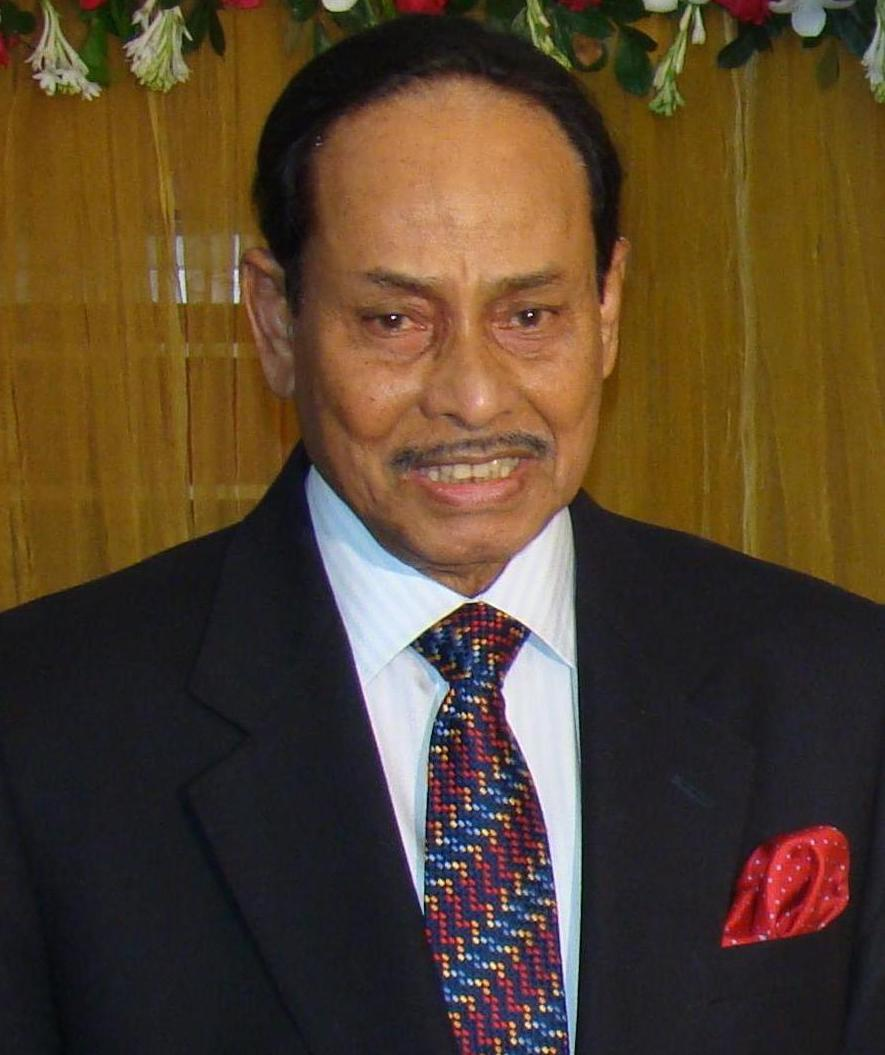
Hussein Muhammad Ershad

Trung tướng Hussain Muhammad Ershad (đã nghỉ hưu) (tiếng Bengal: হুসেইন মুহাম্মদ এরশাদ Hussein Muhammad Ershad, sinh 01 tháng 2 năm 1930) là một chính trị gia Bangladesh, Tổng thống Bangladesh giai đoạn 1983-1990. Trước đó, ông là Tổng tham mưu trưởng Quân đội Bangladesh và sau đó là Chánh án Tòa án binh năm 1982.
Ông là một người nhận được trao giải thưởng và chiến thắng các cuộc bầu cử quốc hội ba lần sau khi bị lật đổ tổng thống. Mặc dù thường được gọi là như một nhà độc tài quân sự chuyên quyền nổi tiếng của ông vẫn còn, ngay cả khi ở trong tù chờ xét xử, Ershad đã thắng các cuộc bầu cử nghị viện từ năm bầu cử khác nhau hai lần - trong cuộc bầu cử năm 1991 & 1996 . Trong năm 2009, ông thành lập một "Đại liên minh" chống lại Liên minh 4 đảng của Đảng Dân tộc Bangladesh và trở thành chính trị gia Bangladesh đầu tiên xin lỗi công khai cho tất cả các việc làm sai trái của quá khứ và yêu cầu sự tha thứ. Grand Alliance (Mohajote) đã thắng cuộc bầu cử vào tháng 12 năm 2008 và HM Ershad đã trở thành một thành viên của Quốc hội một lần nữa [trích dẫn cần thiết. Đó là một thực tế được biết đến rộng rãi rằng ông chỉ huy vụ giết người của cựu Tổng thống Zia cũng như chính Tổng Abul Manzur.